# Oedenoderus sphaericollis
Oedenoderus sphaericollis är en skalbaggsart som beskrevs av Louis Alexandre Auguste Chevrolat 1855. Oedenoderus sphaericollis ingår i släktet Oedenoderus och familjen långhorningar.
Artens utbredningsområde är:
- Nigeria.
- Sierra Leone.
- Togo.

Inga underarter finns listade i Catalogue of Life.